# Stachyphrynium calcicola
Stachyphrynium calcicola là một loài thực vật có hoa trong họ Marantaceae. Loài này được A.D.Poulsen & Clausager mô tả khoa học đầu tiên năm 2004.